# The Seven Spirits of Ra
The Seven Spirits of Ra — компьютерная ролевая игра, разработанная компанией Sir-Tech Software, выпущенная в 1987 году.

## Сюжет и геймплей

По признанию разработчиков, на сюжет оказал влияние прежде всего древнеегипетский миф о воскрешении бога Осириса.
Задачей игрока является поиск частей тела убитого Сетом египетского бога Осириса, которые рассеяны по территории Древнего Египта и проглочены дикими животными и монстрами. Эти части содержат в себе силу, которая сделает возможной победу над Сетом.
Побеждая хранителей частей, персонаж приобретает их силы и возможность принимать их форму. Эти способности используются в финальной битве с Сетом в форме игры «камень-ножницы-бумага»: форму изменяет не только персонаж, но и его противник, и игрок должен выбрать такую форму, которая позволит ему получить преимущество. По заявлениям разработчиков, данная идея позже была использована в игре Altered Beast от Sega, в геймплее которой также использовалась идея превращений.
Достаточно новым для ролевых игр этого периода было совершение всех действий в реальном времени, а не пошагово.

## Технические особенности
В игре используется та же технология, что и в предыдущей игре данных разработчиков ICON: Quest for the Ring.
Несмотря на то, что графический режим CGA позволял использовать лишь 2 или 4 цвета, в игре была представлена 16-цветная графика в разрешении 320х200 точек. Для того, чтобы сделать это возможным, использовался модифицированный 40-колоночный текстовый режим. Ввиду такого нестандартного использования аппаратного обеспечения имеются проблемы с запуском игры на более новых видеокартах и в эмуляторах.